# Niloci

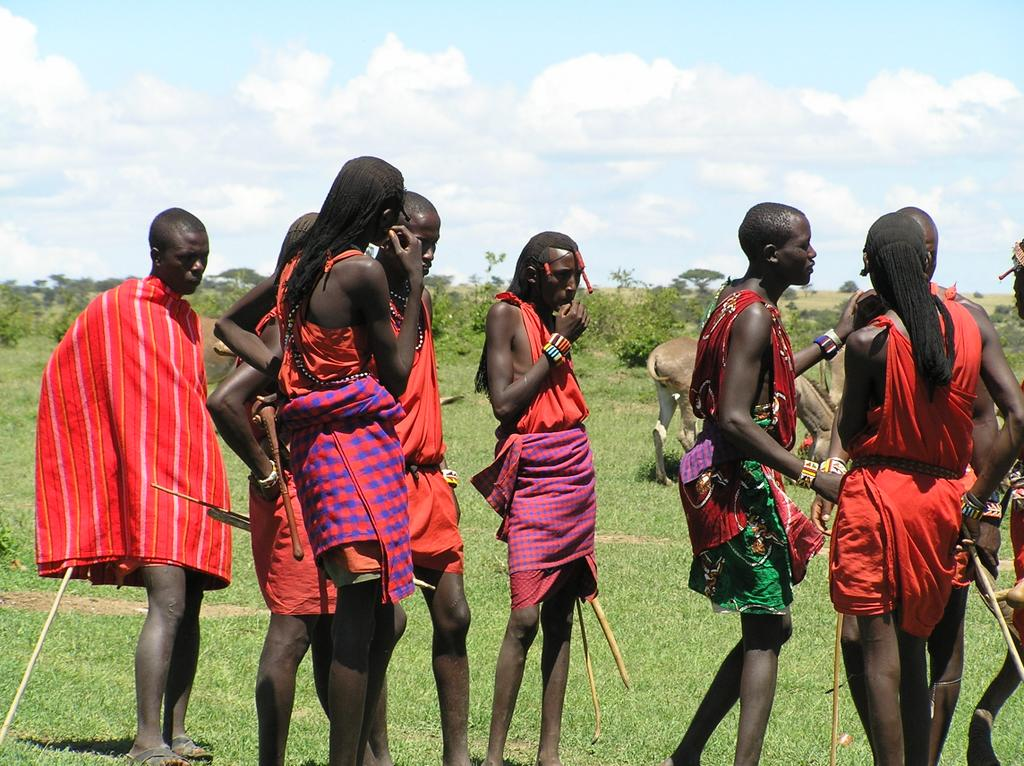
Masajowie należący do Nilotów wschodnich

Niloci – grupa ludów afrykańskich, posługujących się językami nilotyckimi (nilockimi). Zamieszkują tereny Sudanu Południowego, południowej i wschodniej Etiopii, Ugandy, Kenii, Tanzanii i wschodnich terenów Demokratycznej Republiki Konga.
Dzielą się na trzy główne grupy ludów:
- Niloci zachodni – m.in. Nuerowie, Dinkowie, Luo
- Niloci wschodni – m.in. Masajowie, Bari, Teso
- Niloci południowi – m.in. Suk, Nandi, Tatoga

Niloci są w przeważającej części chrześcijanami. Podstawą gospodarki jest przeważnie pasterstwo – podstawowe znaczenie odgrywa hodowla bydła, będącego wykładnikiem bogactwa i pozycji społecznej. Struktura społeczna opiera się na rodach patrylinearnych zwykle bez centralnej władzy plemiennej (mają ją tylko Szyllukowie z grupy Luo). 
Poszczególne plemiona Nilotów różnią się nastawieniem do przemian modernizacyjnych. Niloci z Sudanu przyjmują zmiany niechętnie, podczas gdy Niloci z Kenii i Tanzanii aktywnie uczestniczą w procesie współczesnych przemian społeczno-gospodarczych.